# Franciscus Johannes Jespers
Franciscus Johannes Jespers (Breda, 2 februari 1790 - 's-Hertogenbosch, 8 februari 1871) was een Nederlands politicus en Thorbeckiaans Tweede Kamerlid.
Jespers was een rechter uit 's-Hertogenbosch die als katholiek afgevaardigde voor het Kiesdistrict Tilburg een van de trouwste aanhangers van de liberale beginselen was. Hij sprak vrijwel nooit als Kamerlid, maar was wel actief in commissieverband. Vanaf 1863 was hij nestor van de Kamer en enkele keren door zijn medeleden op de voordracht voor het Kamervoorzitterschap geplaatst.

## Tweede Kamer
| Periode |
| --- |
| 13-02-1849 t/m 19-08-1850 07-10-1850 t/m 25-04-1853 14-06-1853 t/m 17-09-1854 18-09-1854 t/m 19-09-1858 20-09-1858 t/m 14-09-1862 15-09-1862 t/m 18-09-1866 19-09-1866 t/m 30-09-1866 |